# Торрес, Хуан Пабло (футболист)
Хуан Пабло Торрес (англ. Juan Pablo Torres; род. 26 июля 1999, Лилберн, Джорджия, США) — американский футболист колумбийского происхождения, полузащитник.
Торрес родился в США в семье выходцев из Колумбии.

## Клубная карьера
Торрес начал карьеру в академии «Джорджия Юнайтед».
26 июля 2017 года Хуан подписал контракт с бельгийским «Локереном». 26 августа в матче против «Эйпена» он дебютировал в Жюпилер-про-лиге.
В начале 2019 года Торрес вернулся в США, перейдя 26 января в «Нью-Йорк Сити». За нью-йоркский клуб он дебютировал 12 июня в матче Открытого кубка США против «Норт Каролины», отметившись результативной передачей. В MLS он дебютировал 30 июня в матче против «Филадельфии Юнион», выйдя на замену перед финальным свистком. 8 марта 2021 года Торрес был отдан в аренду клубу Чемпионшипа ЮСЛ «Остин Боулд» на сезон 2021. За «Остин Боулд» он дебютировал 15 мая в матче против «Нью-Мексико Юнайтед», отметившись голевой передачей. 18 июля в матче против «Реал Монаркс» он забил свой первый гол за «Остин Боулд». По окончании сезона 2021 «Нью-Йорк Сити» не стал продлевать контракт с Торресом.
14 февраля 2022 года Торрес подписал контракт с клубом Чемпионшипа ЮСЛ «Рио-Гранде Валли Торос». За «Рио-Гранде» он дебютировал 12 марта в матче стартового тура сезона 2022 против «Окленд Рутс». 23 сентября в матче против «Чарлстон Бэттери» он забил свой первый гол за «Торос».
21 апреля 2023 года Торрес подписал контракт с клубом «Хартфорд Атлетик» на оставшуюся часть сезона 2023. За «Хартфорд» он дебютировал 25 апреля в матче третьего раунда Открытого кубка США 2023 против «Нью-Инглэнд Революшн». 20 мая в матче против «Лаудон Юнайтед» он забил свой первый гол за «Хартфорд».

## Международная карьера
В составе молодёжной сборной США Торрес выиграл чемпионат КОНКАКАФ среди молодёжных команд 2018.

## Достижения
Командные
 США (до 20)
- Чемпионат КОНКАКАФ среди молодёжных команд — 2018